# Richard Depoorter
Richard Depoorter (Ichtegem, 29 de abril de 1915 - Wassen, Suíça, 16 de junho de 1948) foi um ciclista belga que foi profissional entre 1937 e 1948.
A sua carreira profissional ficou interrompida pela Segunda Guerra Mundial e finalizou de uma maneira trágica enquanto disputava a Volta à Suíça de 1948, quando na disputa da 4. ª etapa, no descida do Stustenpass, sofreu uma queda que lhe provocou a morte.
Duas vitórias na Liège-Bastogne-Liège foram seu maior sucesso desportivo.

## Palmarés
- 1943
  - Liège-Bastogne-Liège

- 1947
  - Liège-Bastogne-Liège